# Copa Airlines

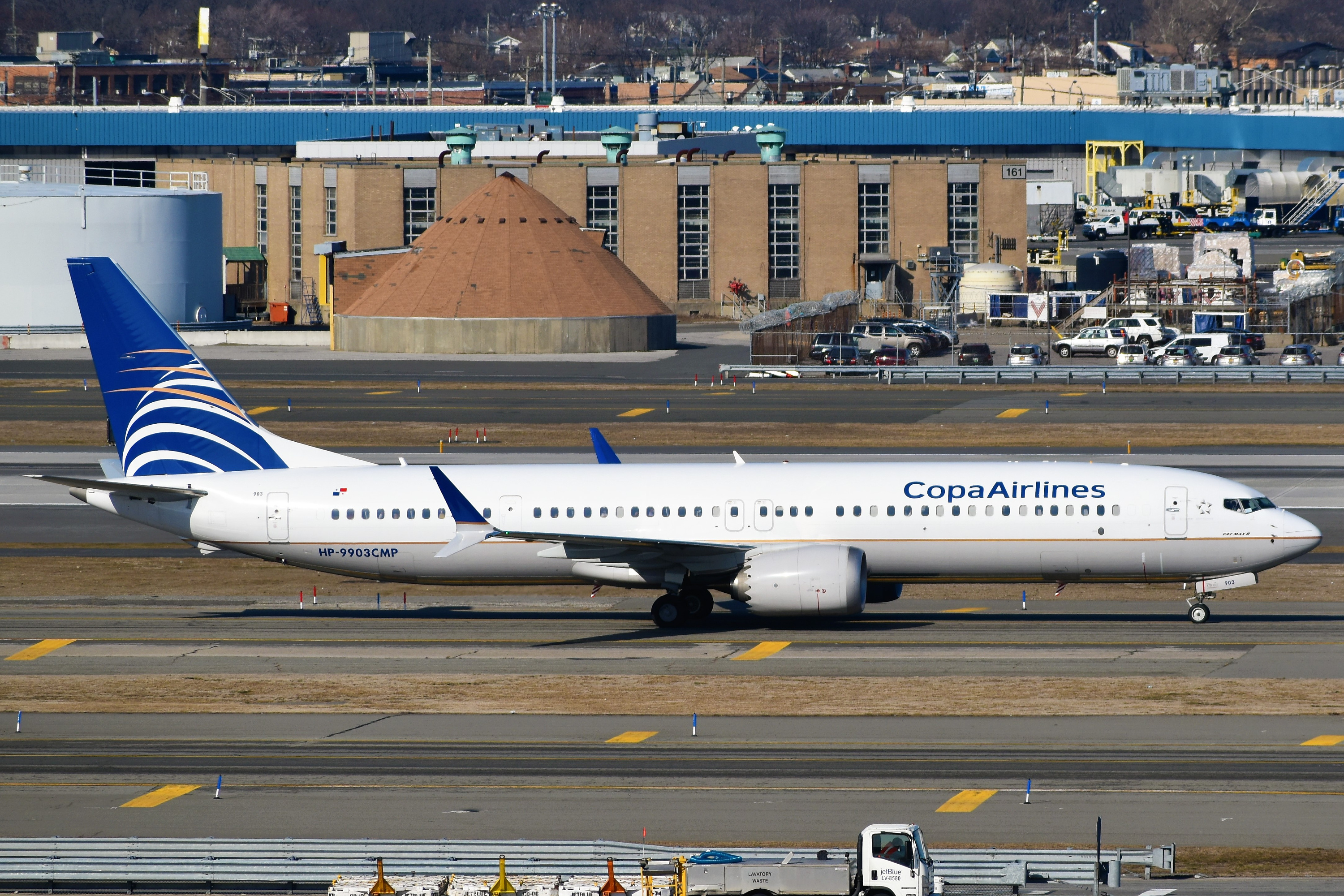
Boeing 737-9 MAX linii lotniczych Copa Airlines w Porcie lotniczym Johna F. Kennedy’ego w Nowym Jorku

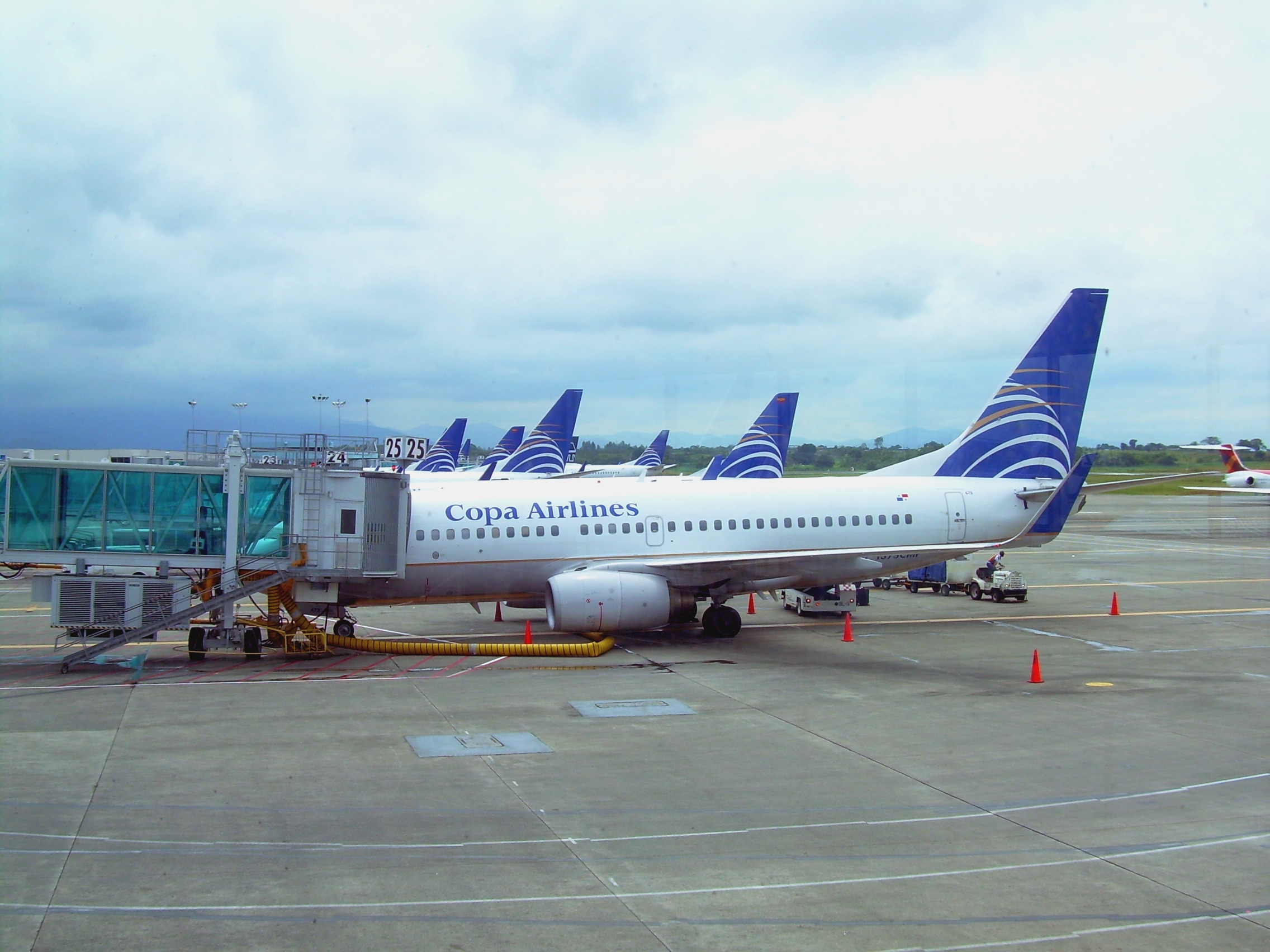
Samoloty Copa Airlines na lotnisku w Panamie

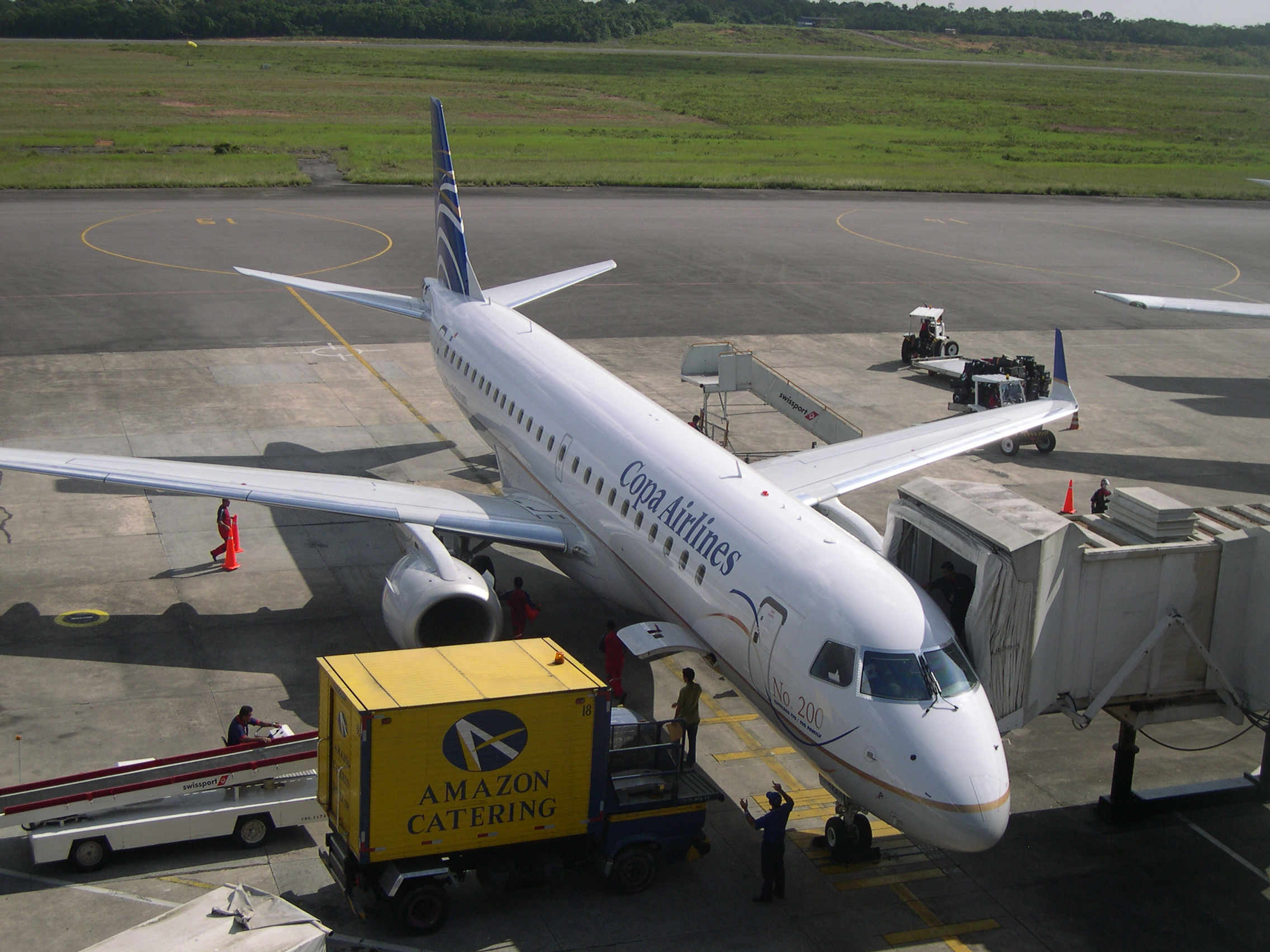
Embraer 190 Copa Airlines w Manaus

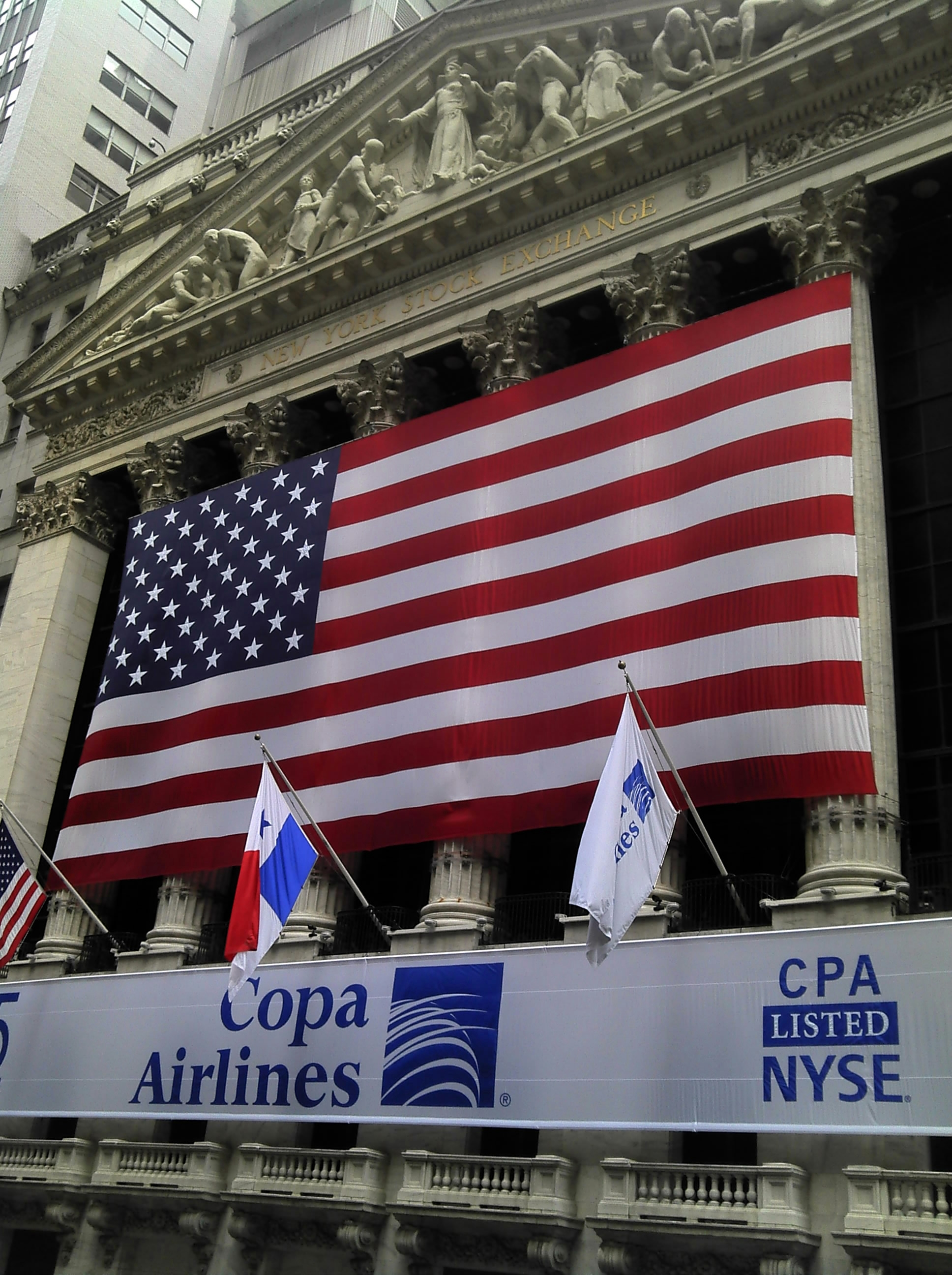
W lipcu 2011 roku Copa Airlines świętowało pięciolecie obecności na New York Stock Exchange

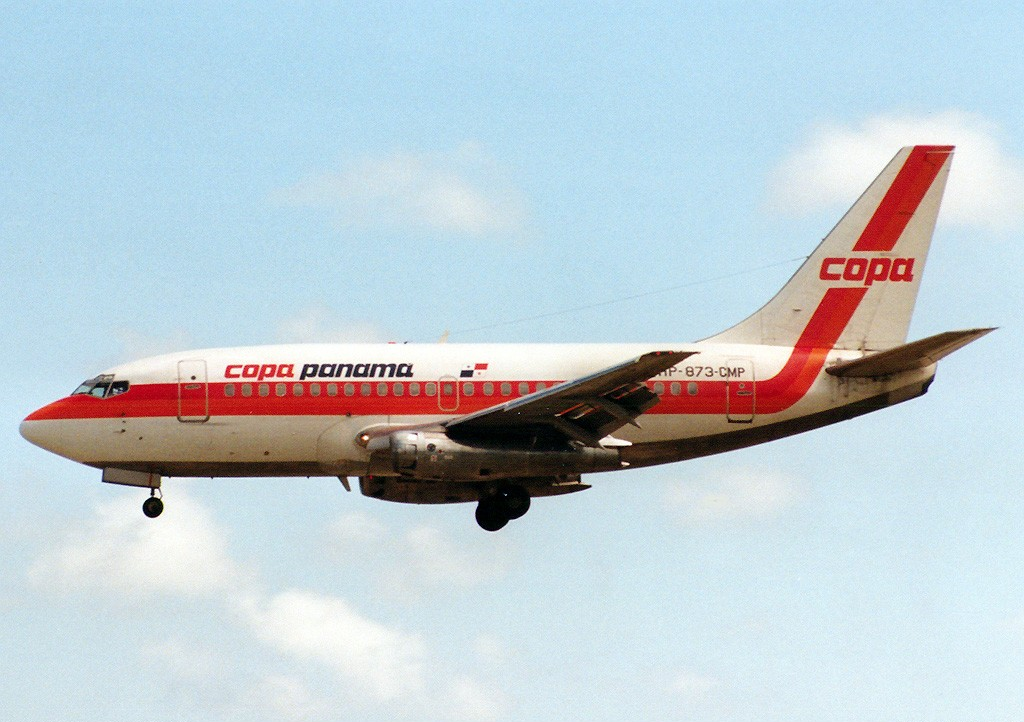
Boeing 737-112 w starym malowaniu Copa Airlines w Miami

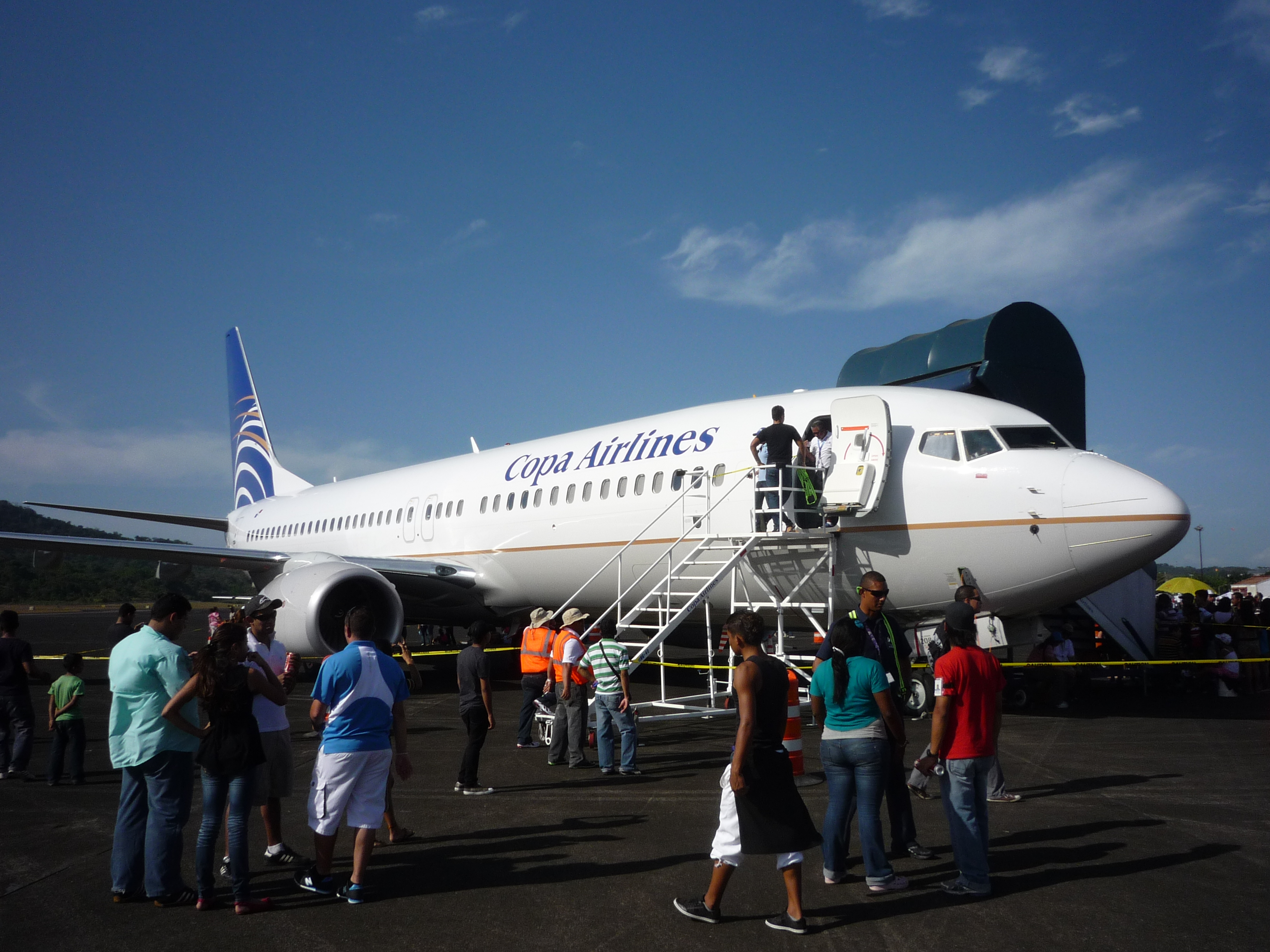
Boeing 737-800 Copa Airlines

Copa Airlines – panamska narodowa linia lotnicza z siedzibą w Panamie. Głównym hubem jest port lotniczy Panama-Tocumen. Od 2012 należy do Star Alliance. 
Agencja ratingowa Skytrax przyznała przewoźnikowi 3 gwiazdki.
Copa Holdings SA jest notowana na New York Stock Exchange pod symbolem (CPA). 

## Historia
Linia została założona 21 czerwca 1944, przez grupę panamskich przedsiębiorców we współpracy z Pan American World Airways. 15 sierpnia 1947 firma zaczęła wykonywanie lotów komercyjnych, a pierwszy lot międzynarodowy tej linii miał miejsce w 1965.
Po serii zmian własnościowych i umów sojuszniczych, Continental Airlines nabyło 49% udziałów w Copa w 1998. Do maja 2008 Continental sprzedało swoje udziały. Po fuzji Continental z United Airlines, Copa pozostała w bliskiej współpracy z przewoźnikiem za pośrednictwem umów o współdzieleniu kodów. W 2005 AeroRepublica (obecnie Copa Airlines Columbia), krajowa i regionalna linia lotnicza działająca w Kolumbii, została przejęta przez Copa Holdings w celu wzmocnienia obecności grupy w regionie.

## Połączenia
W 2025 linia obsługiwała bezpośrednie połączenia do 86 portów lotniczych w 32 krajach Ameryki Północnej, Południowej i na Karaibach.

### Współpraca code-share
Iberia oferuje pasażerom połączenia lotnicze w formule codeshare z poniższymi liniami lotniczymi:
| - Air Europa - Air France - Asiana Airlines* - Avianca* - Azul | - Emirates - EVA Air* - GOL - Iberia - KLM | - Lufthansa* - Turkish Airlines* - United Airlines* |

* Linie, które są członkiem Star Alliance

## Flota
Według stanu na czerwiec 2025 flota Copa Airlines składała się ze 104 samolotów o średnim wieku 9,9 lat:
| Samolot             | Samolot | Samolot   | Liczba miejsc | Liczba miejsc | Liczba miejsc | Liczba miejsc | Uwagi            |
| Model               | Aktywne | Zamówione | B             | P             | E             | Łącznie       | Uwagi            |
| ------------------- | ------- | --------- | ------------- | ------------- | ------------- | ------------- | ---------------- |
| Boeing 737-700      | 9       | –         | 12            | –             | 114           | 126           |                  |
| Boeing 737-800      | 58      | –         | 16            | –             | 144           | 160           |                  |
| Boeing 737-800      | 58      | –         | 16            | –             | 150           | 166           |                  |
| Boeing 737-9 MAX 8  | 5       | –         | 16            | 24            | 126           | 166           |                  |
| Boeing 737-9 MAX 9  | 32      | –         | 16            | 24            | 126           | 166           |                  |
| Boeing 737-9 MAX 9  | 32      | –         | 12            | 24            | 138           | 174           |                  |
| Boeing 737-9 MAX 10 | –       | 15        | –             | –             | –             | –             | Zamówione w 2017 |
| Łącznie             | 104     | 15        |               |               |               |               |                  |